# Centrum Studiów Zaawansowanych Politechniki Warszawskiej
Centrum Studiów Zaawansowanych Politechniki Warszawskiej (CSZ) – ogólnouczelniana jednostka organizacyjna Politechniki Warszawskiej, powołana 1 lutego 2008 roku decyzją Rektora Politechniki Warszawskiej. Inicjatorem powstania Centrum Studiów Zaawansowanych jest Stanisław Janeczko, który od początku istnienia pełni funkcję dyrektora jednostki. Podstawowym celem działalności Centrum jest podnoszenie jakości kształcenia studentów i doktorantów oraz prowadzonych przez nich badań.

## Działalność

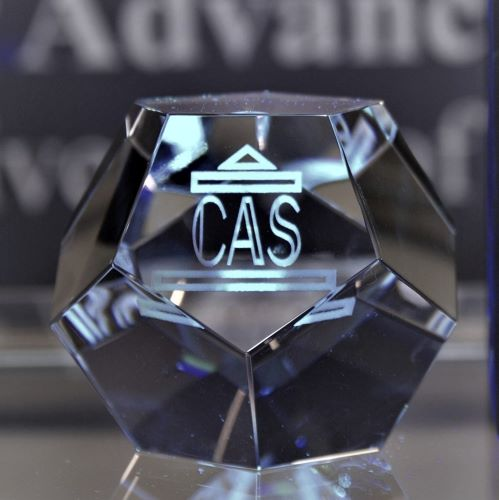
Statuetka Wyróżnienia „Kosmos Pitagorasa” w postaci kryształowego dwunastościanu

### Projekty
Centrum Studiów Zaawansowanych realizuje w ramach programu „Inicjatywa doskonałości – uczelnia badawcza” Politechniki Warszawskiej projekty, skierowane do doktorantów i pracowników naukowych PW: Granty dydaktyczne, Mobility PW, Studia id. W latach 2009–2015, w ramach realizacji „Programu Rozwojowego Politechniki Warszawskiej”, współfinansowanego ze środków Unii Europejskiej w ramach Europejskiego Funduszu Społecznego Centrum zorganizowało i zrealizowało 7 edycji konkursów na stypendia wyjazdowe, których beneficjentami zostało 253 doktorantów i nauczycieli akademickich PW, oraz 5 edycji konkursów na naukowe stypendia dla 249 doktorantów i młodych doktorów PW. Centrum cyklicznie organizuje warsztaty naukowe, konferencje i sympozja. Od 2014 roku CSZ przyznaje wybitnym osobowościom Wyróżnienie „Kosmos Pitagorasa”, którego laureatami zostali: Ian Stewart w 2018, Krzysztof Maurin w 2014, Marek Abramowicz w 2015, Henryk Skarżyński w 2016, Andrzej Trautman w 2019, Marek Budzyński w 2020, Władysław Findeisen w 2022 roku.

### Profesorowie wizytujący

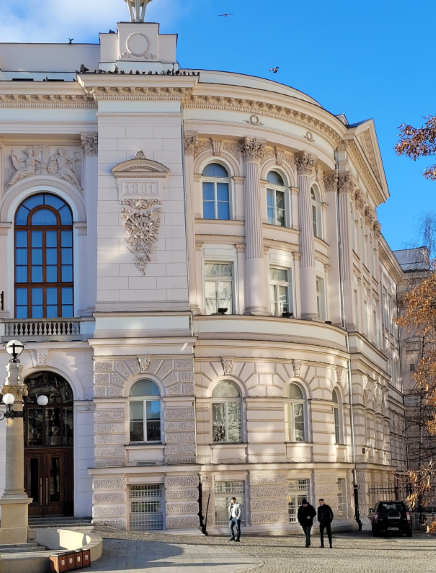
Gmach Główny Politechniki Warszawskiej – siedziba Centrum Studiów Zaawansowanych

Od 2009 roku w ramach projektu Visiting Professors, Centrum Studiów Zaawansowanych gościło ponad 80 profesorów wizytujących reprezentujących światowe ośrodki naukowe, w tym laureatów Nagrody Nobla: Harold Walter Kroto, Aaron Ciechanower, oraz między innymi: Ian Stewart, Goo Ishikawa, Takuo Fukuda, Don Bernard Zagier, Koji Hashimoto, Shuichi Izumiya, Takashi Nishimura, Yosef Yomdin, Isaac Abrahams, Michael Berry, Jean–Paul Brasselet, James Damon, Maxim Kazarian, Mutsuo Oka, Joachim Hyam Rubinstein, Osamu Saeki, Maria Aparecida Soares Ruas, Mina Teicher, Keizo Yamaguchi, Stephen Shing-Toung Yau.

### Wykłady
W ramach działalności Centrum prowadzone są cykle wykładowe: Top Technika, Konwersatorium PW, Visiting Lectures, Dysputy Pitagorejskie, Open Time of CAS, oraz Scientia Suprema, w ramach którego w 2022 roku gościł laureat Nagrody Nobla M. Stanley Whittingham. Trzonem dydaktyki jest Uczelniana Oferta Dydaktyczna.

## Publikacje
Jedną z kluczowych gałęzi działalności Centrum Studiów Zaawansowanych Politechniki Warszawskiej są naukowe serie wydawnicze, w ramach których ukazało się ponad 60 pozycji, między innymi Monografie CSZ, Lecture Notes – nauki humanistyczne, nauki techniczne, nauki ścisłe, Textbooks oraz biuletyn Profundere Scientiam.